# Saint-Mards-de-Blacarville
Pour les articles homonymes, voir Saint-Mards (homonymie).
Saint-Mards-de-Blacarville est une commune française située dans le département de l'Eure, en région Normandie.

## Géographie

### Localisation
Saint-Mards-de-Blacarville est une commune du Nord-Ouest du département de l'Eure située au sein du parc naturel régional des Boucles de la Seine normande.
| Bouquelon    | Bouquelon                  | Saint-Ouen-des-Champs |
| Toutainville | Saint-Mards-de-Blacarville |                       |
| Pont-Audemer | Pont-Audemer               | Manneville-sur-Risle  |

### Hydrographie
La commune est située dans le bassin Seine-Normandie. Elle est drainée par la Risle et le fossé 01 de la commune de Saint-Mards-de-Blacarville,,.
La Risle, d'une longueur de 145 km, prend sa source dans la commune de Planches et se jette  dans la Seine à Berville-sur-Mer, après avoir traversé 52 communes.

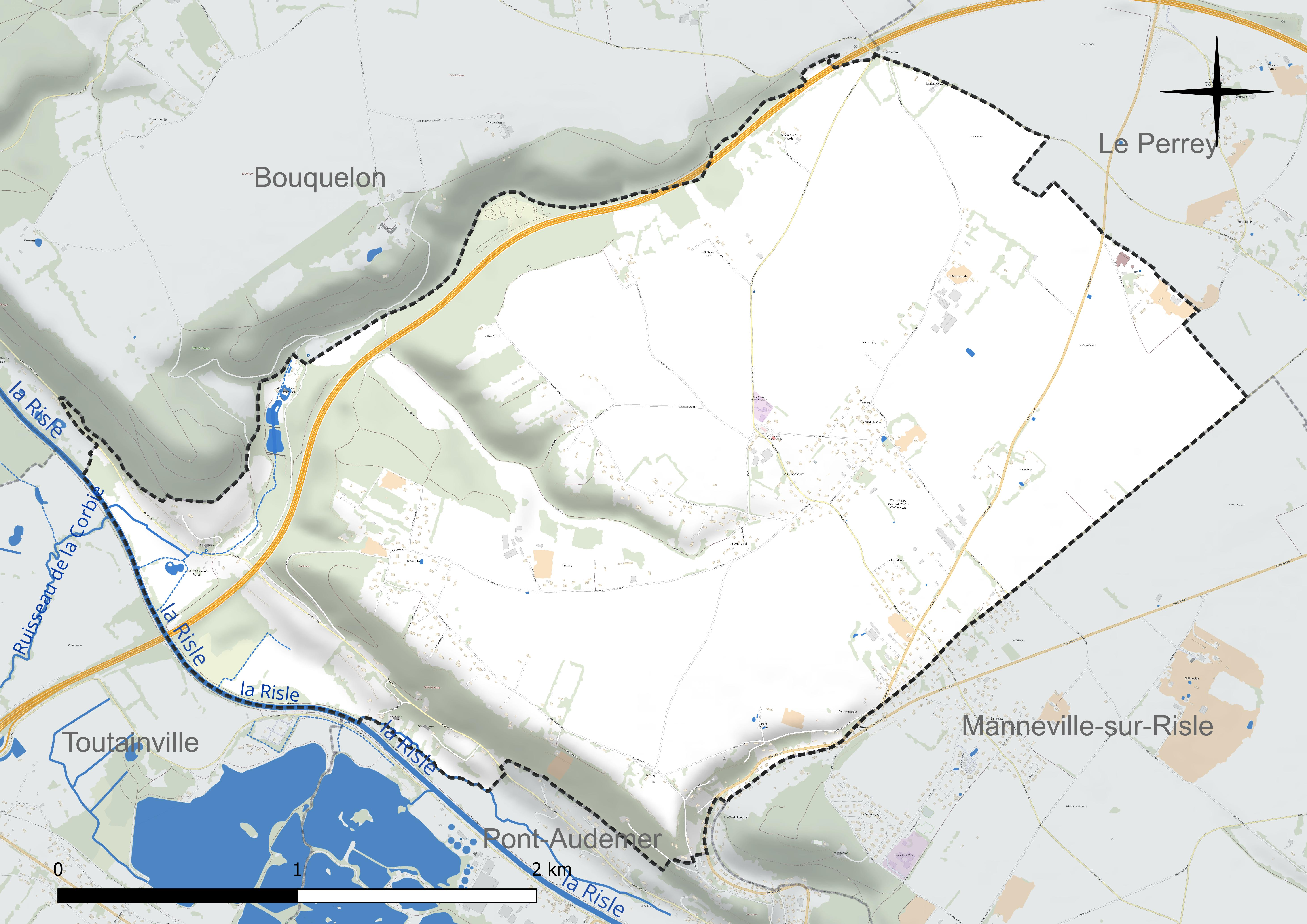
Réseau hydrographique de Saint-Mards-de-Blacarville.

### Climat
Pour des articles plus généraux, voir Climat de la Normandie et Climat de l'Eure.
En 2010, le climat de la commune est de type climat océanique franc, selon une étude du CNRS s'appuyant sur une série de données couvrant la période 1971-2000. En 2020, Météo-France publie une typologie des climats de la France métropolitaine dans laquelle la commune est exposée à un climat océanique et est dans la région climatique  Côtes de la Manche orientale, caractérisée par un faible ensoleillement (1 550 h/an) ; forte humidité de l’air (plus de 20 h/jour avec humidité relative > 80 % en hiver), vents forts fréquents. Parallèlement le GIEC normand, un groupe régional d’experts sur le climat, différencie quant à lui, dans une étude de 2020, trois grands types de climats pour la région Normandie, nuancés à une échelle plus fine par les facteurs géographiques locaux. La commune est, selon ce zonage, exposée à un « climat contrasté des collines », correspondant au Pays d’Auge, Lieuvin et Roumois, moins directement soumis aux flux océaniques et connaissant toutefois des précipitations assez marquées en raison des reliefs collinaires qui favorisent leur formation.
Pour la période 1971-2000, la température annuelle moyenne est de 10,3 °C, avec  une amplitude thermique annuelle de 13,1 °C. Le cumul annuel moyen de précipitations est de 897 mm, avec 13 jours de précipitations en janvier et 8,6 jours en juillet. Pour la période 1991-2020, la température moyenne annuelle observée sur la station météorologique la plus proche, située sur la commune de Boulleville à 9 km à vol d'oiseau, est de 11,3 °C et le cumul annuel moyen de précipitations est de 851,2 mm,. Pour l'avenir, les paramètres climatiques de la commune estimés pour 2050 selon différents scénarios d’émission de gaz à effet de serre sont consultables sur un site dédié publié par Météo-France en novembre 2022.

### Milieux naturels et biodiversité
La commune fait partie du parc naturel régional des Boucles de la Seine normande.

## Urbanisme

### Typologie
Au 1er janvier 2024, Saint-Mards-de-Blacarville est catégorisée commune rurale à habitat dispersé, selon la nouvelle grille communale de densité à 7 niveaux définie par l'Insee en 2022.
Elle est située hors unité urbaine. Par ailleurs la commune fait partie de l'aire d'attraction de Pont-Audemer, dont elle est une commune de la couronne,. Cette aire, qui regroupe 34 communes, est catégorisée dans les aires de moins de 50 000 habitants,.

### Occupation des sols
L'occupation des sols de la commune, telle qu'elle ressort de la base de données européenne d’occupation biophysique des sols Corine Land Cover (CLC), est marquée par l'importance des territoires agricoles (78,5 % en 2018), une proportion sensiblement équivalente à celle de 1990 (79,1 %). La répartition détaillée en 2018 est la suivante : 
terres arables (55,6 %), prairies (22,9 %), forêts (18,6 %), zones urbanisées (2,4 %), milieux à végétation arbustive et/ou herbacée (0,4 %). L'évolution de l’occupation des sols de la commune et de ses infrastructures peut être observée sur les différentes représentations cartographiques du territoire : la carte de Cassini (XVIIIe siècle), la carte d'état-major (1820-1866) et les cartes ou photos aériennes de l'IGN pour la période actuelle (1950 à aujourd'hui).

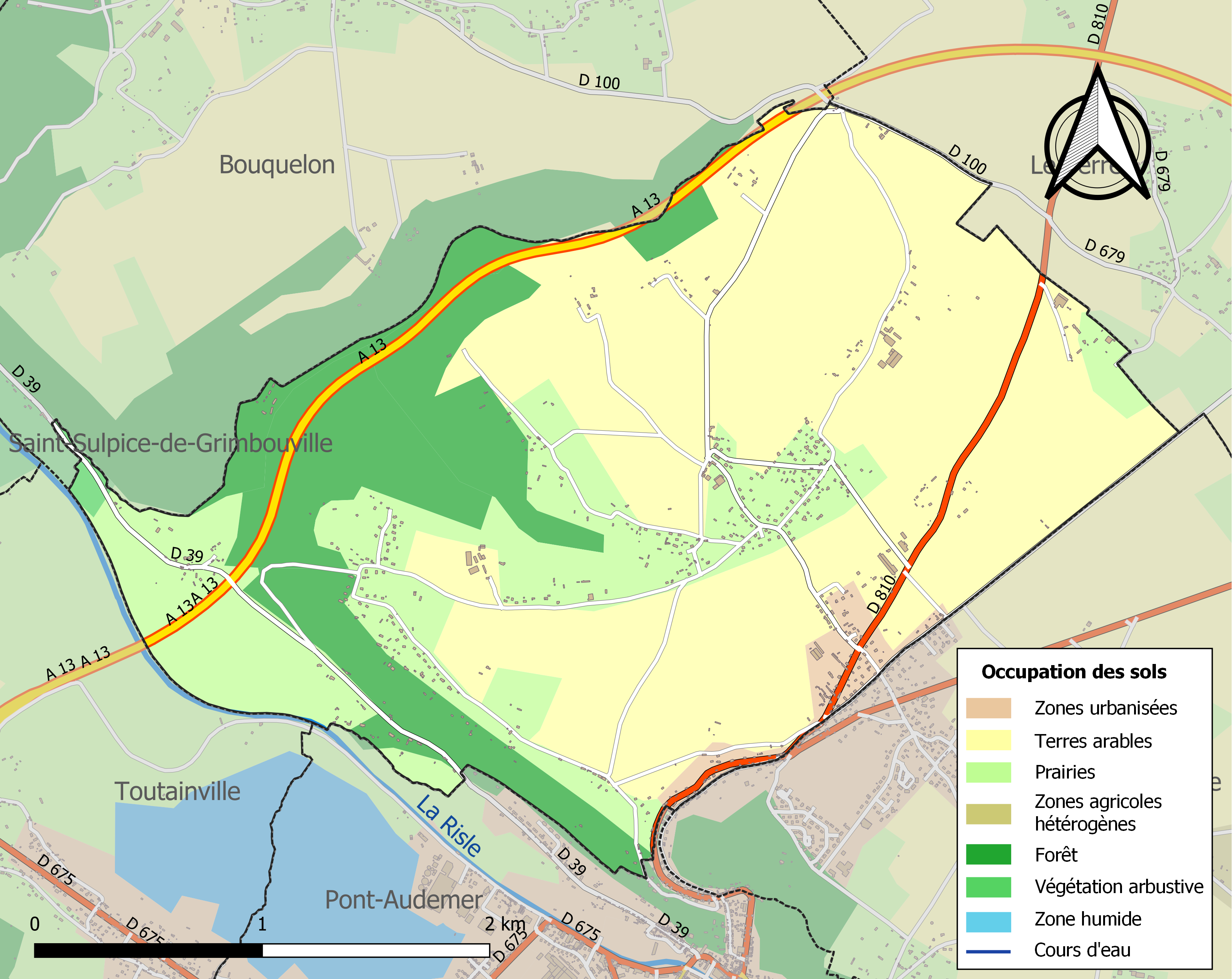
Carte des infrastructures et de l'occupation des sols de la commune en 2018 (CLC).

## Toponymie
Commune formée le 22 mars 1835 par la réunion de Saint-Mards-sur-Risle et de Blacarville.
Saint-Mards est attesté sous la forme Sancto Medardo en 1059 et 1066, Sanctus Maardus en 1171, Sanctus Medardus en 1174 (cartulaire de Préaux), Saint Mards sur Rille en 1782 (Dict. des postes), Saint-Mard-sur-Rile en 1828 (Louis Du Bois).

La paroisse de Saint-Mards est citée qu'à partir du XIIe siècle. Le premier seigneur connu donna l’église a l'abbaye de Préaux par une charte datée de 1174.
 
Le nom de Saint-Mards (Mards est un diminutif de Médard).
 
Saint-Mards est un hagiotoponyme qui désigne Médard de Noyon, évêque de Noyon au VIIe siècle.
Blacarville est attestée sous les formes Blacuardivilla au XIe siècle (cartulaire de Préaux), Blaquarvilla au XIIIe siècle (p. d’Eudes Rigaud), Blacarvilla en 1284 (Neustria pia), Blocarville en 1770 (Denis, Atlas topographique).

La paroisse est citée à partir du XIe siècle.

« La ferme de *Blacward », anthroponyme anglo-saxon,  postulé par les noms Blakeman et Blacwin attestés en Angleterre. Un colon arrivé du danelaw, probablement,  avec les fermiers danois au Xe siècle.
Le nom des habitants est les Blacarvillais.

## Histoire

### Antiquité
Voie romaine d'Aizier à Pont-Audemer.

## Politique et administration
| Période                                  | Période  | Identité           | Étiquette | Qualité  |
| ---------------------------------------- | -------- | ------------------ | --------- | -------- |
| mars 2001                                | En cours | Didier Swertvaeger | DVD       | Retraité |
| Les données manquantes sont à compléter. |          |                    |           |          |

## Population et société

### Démographie
L'évolution du nombre d'habitants est connue à travers les recensements de la population effectués dans la commune depuis 1793. Pour les communes de moins de 10 000 habitants, une enquête de recensement portant sur toute la population est réalisée tous les cinq ans, les populations de référence des années intermédiaires étant quant à elles estimées par interpolation ou extrapolation. Pour la commune, le premier recensement exhaustif entrant dans le cadre du nouveau dispositif a été réalisé en 2005.

En 2022, la commune comptait 856 habitants, en évolution de +7,4 % par rapport à 2016 (Eure : −0,25 %, France hors Mayotte : +2,11 %).
| 1793 | 1800 | 1806 | 1821 | 1831 | 1836 | 1841 | 1846 | 1851 |
| ---- | ---- | ---- | ---- | ---- | ---- | ---- | ---- | ---- |
| 279  | 259  | 256  | 278  | 272  | 565  | 584  | 600  | 560  |

| 1856 | 1861 | 1866 | 1872 | 1876 | 1881 | 1886 | 1891 | 1896 |
| ---- | ---- | ---- | ---- | ---- | ---- | ---- | ---- | ---- |
| 505  | 545  | 545  | 494  | 474  | 493  | 506  | 453  | 513  |

| 1901 | 1906 | 1911 | 1921 | 1926 | 1931 | 1936 | 1946 | 1954 |
| ---- | ---- | ---- | ---- | ---- | ---- | ---- | ---- | ---- |
| 522  | 521  | 514  | 529  | 520  | 501  | 506  | 481  | 464  |

| 1962 | 1968 | 1975 | 1982 | 1990 | 1999 | 2005 | 2006 | 2010 |
| ---- | ---- | ---- | ---- | ---- | ---- | ---- | ---- | ---- |
| 507  | 535  | 644  | 725  | 796  | 756  | 744  | 747  | 780  |

| 2015 | 2020 | 2022 | - | - | - | - | - | - |
| ---- | ---- | ---- | - | - | - | - | - | - |
| 796  | 831  | 856  | - | - | - | - | - | - |

## Culture locale et patrimoine

### Lieux et monuments
La commune de Saint-Mards-de-Blacarville compte un édifice inscrit au titre des monuments historiques :
- le château de Saint-Mards-sur-Risle (XVIe),  Inscrit MH (1971)[26].

Autres édifices :
- l'église Saint-Thibaut de Blacarville. La nef romane a été reconstruite à la fin du XVe siècle. Le chœur date du XIIIe siècle, les baies des XVIIe et XVIIIe siècles et les statues en pierre du XVIe siècle (Vierge à l'Enfant, saint Michel, saint Médard). Enfin, les torches de Charité sont du XVIe siècle ;
- la tour romane est, avec le chœur, le vestige de l'ancienne église Saint-Mards (XIe siècle) qui, démolie en 1892, a, pour le reste, été transformée en cottage anglais ;
- les ruines du château de Pont-Audemer (XIIe et XIIIe siècles) : ne subsistent que le donjon et quelques parties du corps de logis. Protégé par la côte du Longval, l'accès se faisait par La Lorie[27].

À noter : 
- entre le chemin Perray et celui de Saint-Thurien, se trouvaient, au XIXe siècle, les derniers vestiges de l'ancienne léproserie de Saint-Jacques-et-Saint-Christophe, incorporée en 1736, à l’hôpital de Pont-Audemer.

### Patrimoine naturel

#### Zone humide protégée par la convention de Ramsar
- Marais Vernier et vallée de la Risle maritime[28].

#### Parc naturel
- Parc naturel régional des Boucles de la Seine normande[29].

#### Natura 2000
- Marais Vernier, Risle Maritime[30] ;
- Estuaire et marais de la Basse Seine[31].

#### ZNIEFF de type 1
- Les prairies alluviales de la basse vallée de la Risle[32].

#### ZNIEFF de type 2
- La basse vallée de la Risle et les vallées conséquentes de Pont-Audemer à la Seine[33].

#### Site inscrit
- L'if du cimetière de Blacarville  Site inscrit (1934)[34].

### Personnalités liées à la commune
- Henry Dannet (1886-1946), artiste peintre, s'installa à Saint-Mards-de-Blacarville de 1912 à 1915, offrant à Jean Dannet (1912-1997), son fils lui aussi artiste peintre, d'y vivre une partie de son enfance[35].

### Héraldique
|  | Les armoiries de Saint-Mards-de-Blacarville se blasonnent ainsi : D'argent à la tour romane de Saint Mards de sable, posée sur une terrasse de sinople; au franc-canton senestre de gueules chargé de deux léopards d'or, armés et lampassés d'azur, l'un au-dessus de l'autre. Les deux léopards d'or sur champ de gueules rappellent les armes de la Normandie. |